# Herschel (cráter de Mimas)

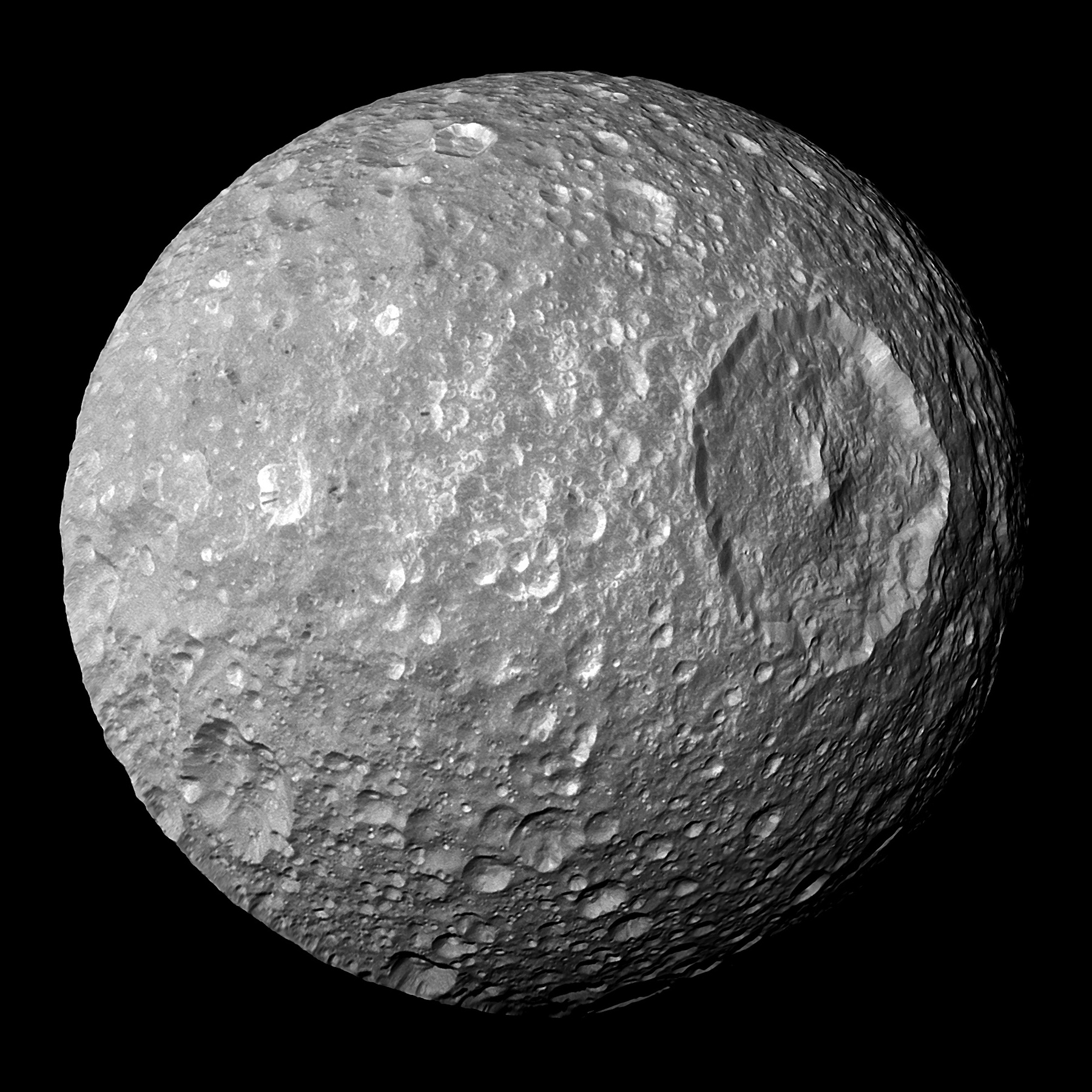
Mimas, con el cráter Herschel claramente visible a la derecha

Herschel es un masivo cráter de impacto localizado en Mimas, satélite de Saturno. Su diámetro es de 139 km, aproximadamente un tercio del diámetro de Mimas. El contorno del cráter se alza 5 km sobre el fondo del mismo, y en el centro existe un pico de 6 km de altura. El nombre fue aprobado en 1982 por la Unión Astronómica Internacional, en honor al astrónomo alemán William Herschel (1738 - 1822).